# 大衆操作
大衆操作（たいしゅう そうさ）とは、社会学用語の一つ。社会統制の一様式。権力者によって大衆の心理や感性が思い通りに操作されるようになることを指す。英語（事実上の国際共通語）では "mass manipulation （日本語音写例：マス マニピュレイション）" という。

## 概要
大衆操作の手段として用いられている事柄としては情報や宣伝の利用が存在しており、権力者によるこの操作を受けた大衆というのは、権力者から強制や強要をされたのではなく、あくまでも自発的に行うようになった事柄というのが権力者にとって都合の良い事柄というわけである。権力者はこのことによって、大衆に対して権力によって強制することなく同調をさせることができたり、動員をすることができるようになるというわけである。そのようにして動員をことは、大衆動員という。

## 関連文献
- ガース・S・ジャウエット、ビクトリア・オドンネル 著、松尾光晏  訳『大衆操作―宗教から戦争まで』ジャパンタイムズ、1993年3月1日。OCLC 33493769。ISBN 4-78900674-3、ISBN 978-4-78900674-3。
- 渋谷重光『大衆操作の系譜』勁草書房、1991年1月1日。OCLC 673209009。ISBN 4-326-60072-1、ISBN 978-4-326-60072-4。
- 原克『悪魔の発明と大衆操作 ―メディア全体主義の誕生』集英社〈集英社新書〉、2003年6月17日。OCLC 54653552。ISBN 4-08720198-8、ISBN 978-4-08720198-7。